# Diclis sessilifolia
Diclis sessilifolia är en flenörtsväxtart som beskrevs av Friedrich Ludwig Diels. Diclis sessilifolia ingår i släktet Diclis och familjen flenörtsväxter. Inga underarter finns listade i Catalogue of Life.